# چیدوزی آوازیم
چیدوزی کالینز آوازیم (انگلیسی: Chidozie Collins Awaziem؛ زادهٔ ۱ ژانویهٔ ۱۹۹۷) بازیکن فوتبال اهل نیجریه است.
از باشگاه‌هایی که در آن بازی کرده‌است می‌توان به پورتو، نانت، چای‌کار ریزه‌اسپور و لگانس اشاره کرد.
وی همچنین در تیم ملی فوتبال نیجریه بازی کرده‌است.